# Parafia Imienia Najświętszej Maryi Panny w Warszawie
Parafia Imienia Najświętszej Maryi Panny w Warszawie – parafia rzymskokatolicka należąca do dekanatu anińskiego, diecezji warszawsko-praskiej, metropolii warszawskiej Kościoła katolickiego, w Warszawie. Obsługiwana przez księży diecezjalnych.
Parafia została erygowana w 1985. Obecny kościół parafialny zbudowany w latach 90. XX wieku.